# Heliconius cacica
Heliconius cacica är en fjärilsart som beskrevs av Heinrich Neustetter 1928. Heliconius cacica ingår i släktet Heliconius och familjen praktfjärilar. Inga underarter finns listade i Catalogue of Life.